# Зелена кімната (фільм)
«Зелена кімната» (англ. Green Room) — американський кримінальний фільм-трилер, знятий Джеремі Солньє. Світова прем'єра стрічки відбулась 17 травня 2015 року на Каннському кінофестивалі. Фільм розповідає про музикантів панк-гурту, які стають свідками вбивства під час концерту.

## У ролях
- Антон Єльчін — Пет, басист
- Імоджен Путс — Ембер
- Алія Шокат — Сем, гітарист
- Джо Коул — Різ, барабанщик
- Каллум Тернер — Тайгер, вокаліст
- Патрік Стюарт — Дарсі, лідер сінхедів
- Марк Веббер — Деніел, скінхед
- Мейкон Блер — Гейб, скінхед

## Визнання
| Нагороди та номінації фільму «Зелена кімната» | Нагороди та номінації фільму «Зелена кімната»       | Нагороди та номінації фільму «Зелена кімната»                        | Нагороди та номінації фільму «Зелена кімната» | Нагороди та номінації фільму «Зелена кімната» | Нагороди та номінації фільму «Зелена кімната» |
| Рік                                           | Кінопремія / Кінофестиваль                          | Категорія / Нагорода                                                 | Номінант                                      | Результат                                     |                                               |
| --------------------------------------------- | --------------------------------------------------- | -------------------------------------------------------------------- | --------------------------------------------- | --------------------------------------------- | --------------------------------------------- |
| 2015                                          | Остінський кінофестиваль фантастики                 | Нагорода C.I.C.A.E.                                                  | «Зелена кімната»                              | Номінація                                     |                                               |
| 2015                                          | Остінський кінофестиваль фантастики                 | Нагорода глядачів за найкращий науково-фантастичний фільм або хоррор | «Зелена кімната»                              | Перемога                                      |                                               |
| 2015                                          | Довільський американський кінофестиваль             | Спеціальний Гран-прі                                                 | «Зелена кімната»                              | Номінація                                     |                                               |
| 2015                                          | Фестиваль нового кіно                               | Нагорода глядачів за найкращий фільм                                 | «Зелена кімната»                              | Перемога                                      |                                               |
| 2015                                          | Міжнародний кінофестиваль у Торонто                 | Нагорода глядачів за найкращий фільм програми «Опівнічне божевілля»  | «Зелена кімната»                              | 3-тє місце                                    |                                               |
| 2015                                          | Невшательський міжнародний кінофестиваль фантастики | Нагорода глядачів за найкращий фільм                                 | «Зелена кімната»                              | Перемога                                      |                                               |
| 2015                                          | Невшательський міжнародний кінофестиваль фантастики | Нагорода імені Дені де Ружмона                                       | «Зелена кімната»                              | Перемога                                      |                                               |
| 2015                                          | Невшательський міжнародний кінофестиваль фантастики | Нагорода «Нарцис» за найкращий фільм                                 | «Зелена кімната»                              | Перемога                                      |                                               |